# Намыс (женский футбольный клуб)
«Намыс» — бывший женский казахстанский футбольный клуб из города Шымкент. Домашние матчи принимал на одноименном стадионе «Намыс». В 2018 году, в дебютном сезоне являлась третьей шымкентской командой в чемпионате, где всего участвовала пять команд. В 2019 году, на многие гостевые игры не являлась на игру, после 16 тура снялась с чемпионата. 

## Статистика в чемпионате
| Год  | Место  | И  | В | Н | П  | Мячи   |
| ---- | ------ | -- | - | - | -- | ------ |
| 2018 | 5 из 5 | 16 | 2 | 0 | 14 | 6 − 54 |
| 2019 | 6 из 6 | 20 | 2 | 0 | 18 | 9 − 93 |